# Hylaeus robertianus
Hylaeus robertianus är en biart som först beskrevs av Cameron 1906.  Hylaeus robertianus ingår i släktet citronbin, och familjen korttungebin. Inga underarter finns listade i Catalogue of Life.